# Euxoa transylvanica
Euxoa transylvanica là một loài bướm đêm trong họ Noctuidae.